# Rietheim (Münsingen)
Rietheim ist ein Ortsteil der Stadt Münsingen im Landkreis Reutlingen in Baden-Württemberg. 

## Geographie

### Geographische Lage, Schutzgebiete
Der Ort liegt auf der Hochfläche der Kuppenalb inmitten eines ehemaligen Vulkankraters des Schwäbischen Vulkans rund fünf Kilometer nordwestlich von Münsingen. Der Nachbarort ist Dottingen. Zwischen Rietheim und Dottingen liegt das 50 Hektar große Naturschutzgebiet Höhnriß-Neuben.

## Geschichte
Alemannische Reihengräber in Richtung Dottingen beweisen, dass auf der Markung Rietheim schon früh eine Siedlung bestand. 1396 wurde Rietheim erstmals erwähnt. Berta von Seeburg verkaufte damals Besitz im Ort an Württemberg. Neben der Herrschaft Seeburg waren hier auch die Speth begütert, der Besitz beider Familien ging 1563 durch Verkauf an Württemberg über. Danach gehörte Rietheim zum Oberamt Urach und ab 1938 zum Landkreis Münsingen. Im Zuge der Gemeindegebietsreform in Baden-Württemberg wurde der Ort am 1. Januar 1975 nach Münsingen eingemeindet.

## Religion
Die früher selbstständige evangelische Kirchengemeinde Rietheim, lange Zeit zur Pfarrei Seeburg gehörig, wurde 1957 von dort gelöst und bildet nun mit Dottingen eine Kirchengemeinde im Kirchenbezirk Bad Urach-Münsingen der Evangelischen Landeskirche in Württemberg.

## Sehenswürdigkeiten
- Die heutige evangelische Kirche Rietheim von 1768 hatte als Vorgängerbau eine Kapelle von 1525. Sie wurde 2002/03 aufwändig renoviert.

## Persönlichkeiten
- Marx Christoph Besserer von Thalfingen (1678–1738), Bürgermeister von Ulm. Er wurde in Rietheim geboren.